# زابیله (شهرستان لوبارتوف)
زابیله (به لهستانی:  Zabiele) یک روستا در لهستان است که در گمینا نگچویادا واقع شده‌است.